# دم‌پارویی بورو
دم‌پارویی بورو(نام علمی: Prioniturus mada) نام یک گونه از سرده دم‌پارویی است.